# Polvoredo
Polvoredo es una pedanía perteneciente al municipio de Burón. Situado en el corazón del Parque Regional Montaña de Riaño y Mampodre, en la provincia de León, perteneciente a la comunidad autónoma de Castilla y León, en España.

## Contexto geográfico
Situado aguas arriba del Embalse de Riaño, a una cota de 1200m, en el municipio de Burón. A Polvoredo se llega por la carretera LE-2702, que conecta con la que une Riaño y Tarna a la altura de su vecino Lario. 
Enclavado en el valle de Valdeburón y cercano a reputadas peñas como "Ten"(2.142 m), picos como el llamado "del Fraile", la sierra de "Carcedo" o el mítico cerro "el Porro" y valles de Muñenes, Becenes u Ornedo, Polvoredo copa con creces las expectativas de todo amante de la montaña. 
A Polvoredo arriban dos ríos, el Calveto y el Grande, también llamado de la Puerta. A la salida del pueblo, estos se juntan en el Bijorco y a partir de ahí, funden sus aguas para ir, carretera abajo, a desembocar en el Esla y tributarlas al pantano de Riaño.

## Historia
Los primeros habitantes de Polvoredo fueron, casi con seguridad, pastores nómadas que cuidaban de sus ganados en los montes y praderas. Se desconoce el origen del primer asentamiento barajándose entre cántabros o astures, lugones o vadinienses. La formación del primer castro o poblado se situó entre las Canales, el Pradón y lugares próximos.
Pedro-Santiago del Blanco, en su libro “Polvoredo”  rastrea los documentos escritos que hay en los archivos de León y de Simancas. La historia del pueblo en la Edad Media baja y alta está por hacer. Lo que se conoce está relacionado con las iglesias que hubo, una en el cementerio, la del Salvador, y otra donde está ahora, la de San Pedro.
Fuera de los documentos eclesiásticos, hay que contar con la historia de la Merindad de Valdeburón y con el catastro en Ensenada para rastrear qué fue de Polvoredo desde mil cuatrocientos en adelante. En 1602 visitó Polvoredo un alto prelado del obispado de León y hay un documento que lo acredita.
Se sabe que los franceses, que incendiaron Burón el 5 de abril de 1809, estuvieron en Polvoredo y tres años más tarde acabaron con las provisiones. La historia del pueblo también está relacionada con el paso hacia Asturias por el puerto del Arcenorio, que usaron los carlistas. El parapeto del Corón, los muertos del Pozo Grajero  y los enterrados en los Escaleros son las huellas que ha dejado la Guerra Civil entre nosotros.
En la posguerra las casas del pueblo revivieron hasta llegar a la cifra de cincuenta vecinos estables, los habitantes eran pues numerosos ya que la cantidad de miembros por familia era relativamente alto. Pero alrededor de los sesenta empezó la emigración predominando Asturias, Bilbao y Madrid como destinos. Polvoredo se fue quedando poco a poco vacío y el pueblo agrícola y ganadero que ha quedado ya para la historia.

## Los Barrios
La calle central divide el pueblo en dos barrios principales, el de Abajo y el de Arriba.  Esta calle es una prolongación de la carretera a la entrada del pueblo. Esta nos conduce a la plaza del pueblo, donde se encuentra la fuente principal, subiendo a continuación entre el caserío y la calle de D. Maximino Martínez hasta la salida hacia Sucarrera. Los dos barrios se subdividen a su vez: el barrio de Abajo propiamente dicho y el de Llavís, con la iglesia como punto de intersección entre ambos y en el de la Alguera y las Cábilas en lo referente al barrio de Arriba.
La principal división del pueblo, en barrio de Abajo y barrio de Arriba quedaba mucho más definida que por calles o plazas por la pertenencia de cada una de las casas a las veceras de duendas (Manada de ganado, por lo común vacas o novillos, perteneciente a un vecindario.). Cada vecera iba por su cuenta y tenía pastores y pastos distintos, la de abajo por un lado y la de arriba por el otro.

## Patrimonio cultural
El principal atractivo cultural del pueblo es sin duda su iglesia dedicada a San Pedro. Actualmente el templo, y sobre todo su fachada, luce en todo se esplendor gracias a una reciente restauración. El libro más antiguos que se conserva en el archivo parroquial data de 1566. Pero la iglesia, que era pequeña, es anterior. A lo largo del tiempo ha recibido diversas ampliaciones, la más importante en 1610 recibiendo para la ocasión la visita del obispo de León. La remodelación más notable fue en 1966. Se levantó el tejado, se construyeron tres arcos de ladrillo, desaparecieron el coro y el baptisterio renovándose por completo la escalera de madera por la que se subía al campanario. Hoy es un edificio de una única nave, con dos arcos de piedra y tres de ladrillo. El retablo es neoclásico, el sagrario barroco. Las imágenes que se conservan (Santa Lucía, Virgen del Rosario y San Pedro) fueron en otro tiempo tallas en madera. En el año 1996 se restauró el atrio y se acondicionaron los alrededores.
Además de la iglesia, hay otro edificio que da personalidad al pueblo. Es el que preside la plaza principal, la antigua escuela de las niñas, hoy bar (véase Servicios y equipamientos). Llaman la atención sus amplios ventanales capaces de dejar entrar luz y sol en el aula. Fue construida por los hombres del pueblo durante la República y es un buen reflejo de los valores que sobre la enseñanza se tenían entonces.
Son a mencionar las diferentes fuentes distribuidas a lo largo del pueblo, destacando la de la plaza del pueblo como punto de referencia para el viandante. También la réplica de un  chozo antiguamente usado por los pastores como refugio transportable hecho con un soporte de madera y recubierto de paja para resguardarse cuando se quedaban con las ovejas en el monte.

## Fauna y flora
La fauna y la vegetación son muy variadas debido al clima continental de montaña con duros inviernos y gran amplitud térmica y días calurosos en verano. El suelo de la montaña polvoredana es principalmente de piedra caliza. Esta formación geológica condiciona el paisaje ya que se trata de materiales fácilmente erosionables que es lo que hace tan particular y agreste el entorno de la Montaña de Riaño y Mampodre.  
En los montes y riscos de Polvoredo se pueden encontrar corzos, rebecos en la peña alta, ciervos, venados y jabalíes. Mirando hacia el alto cielo se divisan buitres y águilas reales quedando más a la vista los cernícalos y aguiluchos ratoneros usualmente apoyados en los cables de la luz y teléfono.  La perdiz pardilla, en otro tiempo abundante, ahora se puede ver en la panda alta y escobales de Ornedo, subiendo hacia el chozo. Destaca por su abundancia el cuervo negro. Seguramente continúa habiendo urogallos, que hace cincuenta años los vecinos llamaban faisanes, en el hayedo del Zalambral.  
En los largos prados se divisan zorros en abundancia. Antaño, en invierno, los cazadores, que no eran muchos, ponían cebos a la salida del pueblo, cerca de alguna ventana para mantenerse al acecho al resguardo del frío y abatirlos. Sus pieles eran muy consideradas en la época. También antaño, y quizás en la actualidad, había lobos. En el río se pueden encontrar nutrias ya casi más que truchas.
La masa floral está principalmente compuesta de hayas y en menor medida por roble que poco a poco va perdiendo terreno. Hay tejos y acebos, a veces formando grandes rodales como el que hay en Valdosín. Son muchas las especies se guarecen en estos durante el invierno. Son a nombrar sabinas, argumenos, avellanos, abedules, chopos y pinos. Más frutales son los manzanos silvestres que dan "peruchas", cerezos salvajes relativamente abundantes y cantidad de zarzamoras.
Entre las plantas bajas recordemos los brezos, los enebros, las brecinas, las "arandaniegas" y los endrinos. Salgueras hay en abundancia a la vera de los ríos y regatos.

## Festividades
- Santa Águeda el 5 de febrero.
- Fiesta de San Pedro el 29 de junio.
- Virgen del Carmen 16 de julio.
- 2.º domingo de agosto - Fiesta de la Fraternidad.
- Semana Cultural tercera semana de agosto, después de Nuestra Señora.
- Santa Lucía el día 13 de diciembre.

Entre las costumbres religiosas destaca por su antigüedad la celebración de las "Albricias" en la noche del Sábado Santo. A media noche, se realiza una procesión donde los habitantes del pueblo portan la Imagen de la Virgen del Rosario en un circuito circular que parte y finaliza en la iglesia haciendo una alto en el cementerio.

## Servicios y equipamientos
Polvoredo dispone de dos bares principales: Casa Nati, un bar familiar con solera en el que la conversación es fácil para todo aquel que pase, y el de la antigua Escuela de las Niñas, más disperso y propicio para los juegos de mesa. El de Casa Nati tiene, en verano, una terraza-jardín.

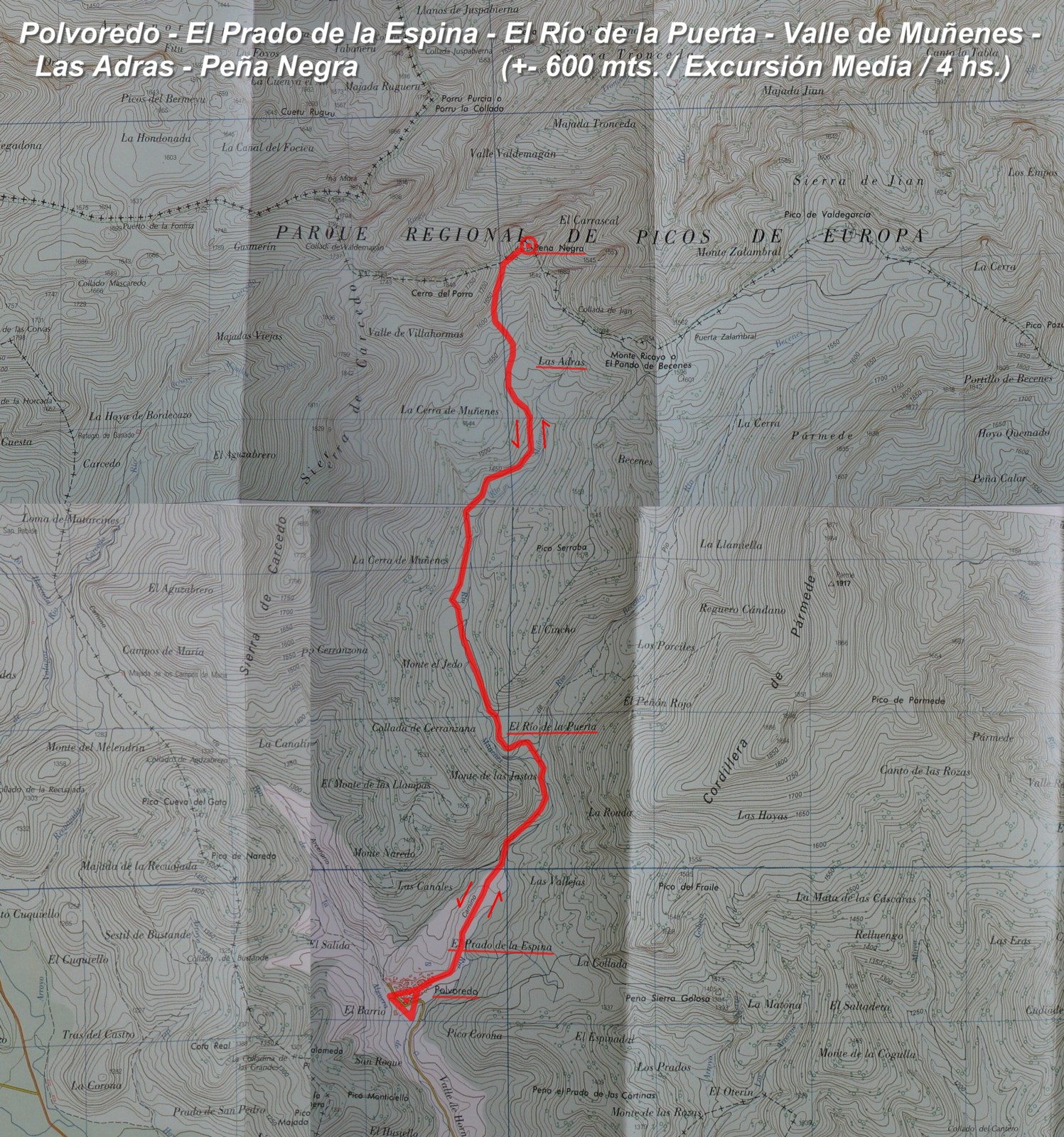
Ruta de montaña de Polvoredo a peña Negra por el valle de Muñenes.

 El pueblo de Polvoredo dispone de dos alternativas para el alojamiento del visitante. La casa rural el Puente (enlace roto disponible en Internet Archive; véase el historial, la primera versión y la última). y el Refugio de Valdeburón, ambas casas antiguas recuperas y restauradas bajo las bases de la arquitectura tradicional de la zona.
En lo alto del pueblo, en el llamado "Rondín", hay un terreno equipado para jugar al fútbol y al abrigo de la iglesia de San Pedro se ha instalado la bolera que no mucho tiempo atrás se encontraba en la plaza principal.
Polvoredo es un punto de partida idóneo de rutas por la montaña leonesa. Son cada vez más los amantes del senderismo los que llegan a Polvoredo para disfrutan del entorno y pasar días perdidos entre el verde de sus valles, la pequeñas subidas a collados, rutas de alta montaña o simplemente caminar con el fin de respirar aire puro y bajar con el paseo las delicias gastronómicas. El vecino de Polvoredo es bien acogedor, amante de su tierra y su entorno. Con la llegada del turismo esperado por la construcción de las citadas casas rurales, se desea que se conciencie a los futuros nómadas con los mismos valores ecológicos y de cuidado. La montaña es de todos, disfrútenla y respétenla.